# Підошва (гірництво)

Поперечний переріз круглої виробки та зони

Підо́шва — нижня частина гірничої виробки або конструкції тунелю, штольні чи іншої підземної споруди.
У виробках чи конструкціях, де візуально неможливо розрізнити перехід підошви у стіни (боки), за  неї приймають у поперечному перерізі частину, обмежену прямими, що проходять через поздовжню вісь виробки (конструкції) і утворюють між собою прямий кут (90°). Градусна міра між цими прямими і вертикальною віссю становить 45°. Такий підхід стосується перш за все круглих виробок, тунелів та інших підземних споруд.